# Dennis Troy
Dennis Troy is een Amerikaanse acteur, eigenlijk alleen maar bekend van de verschillende rolletjes die hij speelde in M*A*S*H. Zo was hij onder meer te zien als ambulancechauffeur, een MP, een ziekenverzorger, Dennis en Carter.
Dennis Troy is de broer van Gary Troy en de zoon van acteur Sid Troy. Vader Sid was echter ook weinig bekend: hij speelde in de jaren 1940 enkele kleine rollen in films en keerde in de jaren 1960 eventjes terug in wederom kleine rollen. In 1978 overleed Sid aan een hartaanval. Ook broer Gary bereikte niet veel in televisieland. Hij produceerde en regisseerde enkele films.

## Filmografie
- M*A*S*H (televisieserie, 14 afleveringen 1973-1983) - verschillende rolletjes
- The Takers (1971) - rol onbekend
- F Troop (televisieserie, aflevering Miss Parmenter, 1966) - rol onbekend